# Альбер Капеллані
Альбе́р Капелла́ні (фр. Albert Capellani; 23 листопада 1874, Париж, Франція — 1931, Париж, Франція) — французький кінорежисер, сценарист, актор та продюсер періоду німого кіно.

## Життєпис
Альбер Капеллані, разом зі своїм братом Полем (1877—1960) вивчав акторську майстерність у Шарля Ле Баргі в Паризькій консерваторії. Кілька років перебував у трупі «Театру Лібр», потім увійшов до трупи Фірмена Жем'є, а пізніше став адміністратором «Театру де л'Альгамбра». Знімав фільми для «Пате» («Осляча шкіра», «Кіт у чоботях», «Відплата», «Жанна д'Арк» і т. д.). Пробував сили в комічному жанрі і фільмував деякі фільми з Андре Дідом.
23 червня 1908 року в Альбер Капеллані став художнім керівником Кінематографічного товариства драматургів та письменників (фр. Societé cinématographique des auteurs et gens de lettres — SCAGL).
Коли Пате призначив Капеллані художнім керівником SCAGL, режисер підібрав новий персонал і залучив відомих акторів. Він прийняв на провідні ролі низку популярних артистів з мюзик-холу: Містінгет, Тревіля. Частину трупи склали його старі товариші з «Театру Лібр» (Мевісто, Александр Аркійєр, Дефонтен і Гретійя). Вони грали в його першому фільмі, що мав значний успіх, — «Людина в білих рукавичках». У 1908 році Капеллані поставив «Арлезіанку» за Альфонсом Доде, але її успіх незабаром затьмарила «Пастка» за романом Золя, в якій Александр Аркійєр грав роль Купо.
Альбер Капеллані, головний керівник майже усіх фільмів SCAGL, багато з яким сам і режисував. Численна продукція цієї фірми досягала 50-ти фільмів на рік. За прикладом Фердинанда Зекка Капеллані оточив себе багатьма співробітниками, значна частина з яких стала режисерами. Це були актори його трупи: Арман Нюмес, Анрі Дефонтен, Ж. Деноля, Жорж Монка та деякі сценаристи, як наприклад Мішель Карре та Данкель Ріш.
Альбер Капеллані сприяв створенню у кіно розповідного стилю. Найкращі його фільми: екранізації популярних романів XIX століття, зокрема творів Віктора Гюго («Собор Паризької Богоматері», «93-й рік», «Знедолені») та Еміля Золя («Пастка», «Жерміналь»). Таким чином, Капеллані, як і його учитель Андре Антуан, був пов'язаний з певною французькою літературною традицією.
У 1915 році Капеллані переїхав до Сполучених Штатів де працював на кіностудіях Pathé Exchange, Metro Pictures Corporation, World Film Company, Cosmopolitan Productions, Nazimova Productions та створеній згодом своїй власній студії Capellani Productions, Inc.
До Франції Альбер Капеллані повернувся у 1923 році; працював на низкою нових кінопроєктів, але ні одного з них не зміг довести до кінця. Помер Капеллані від діабету у 1931 році.

## Фільмографія

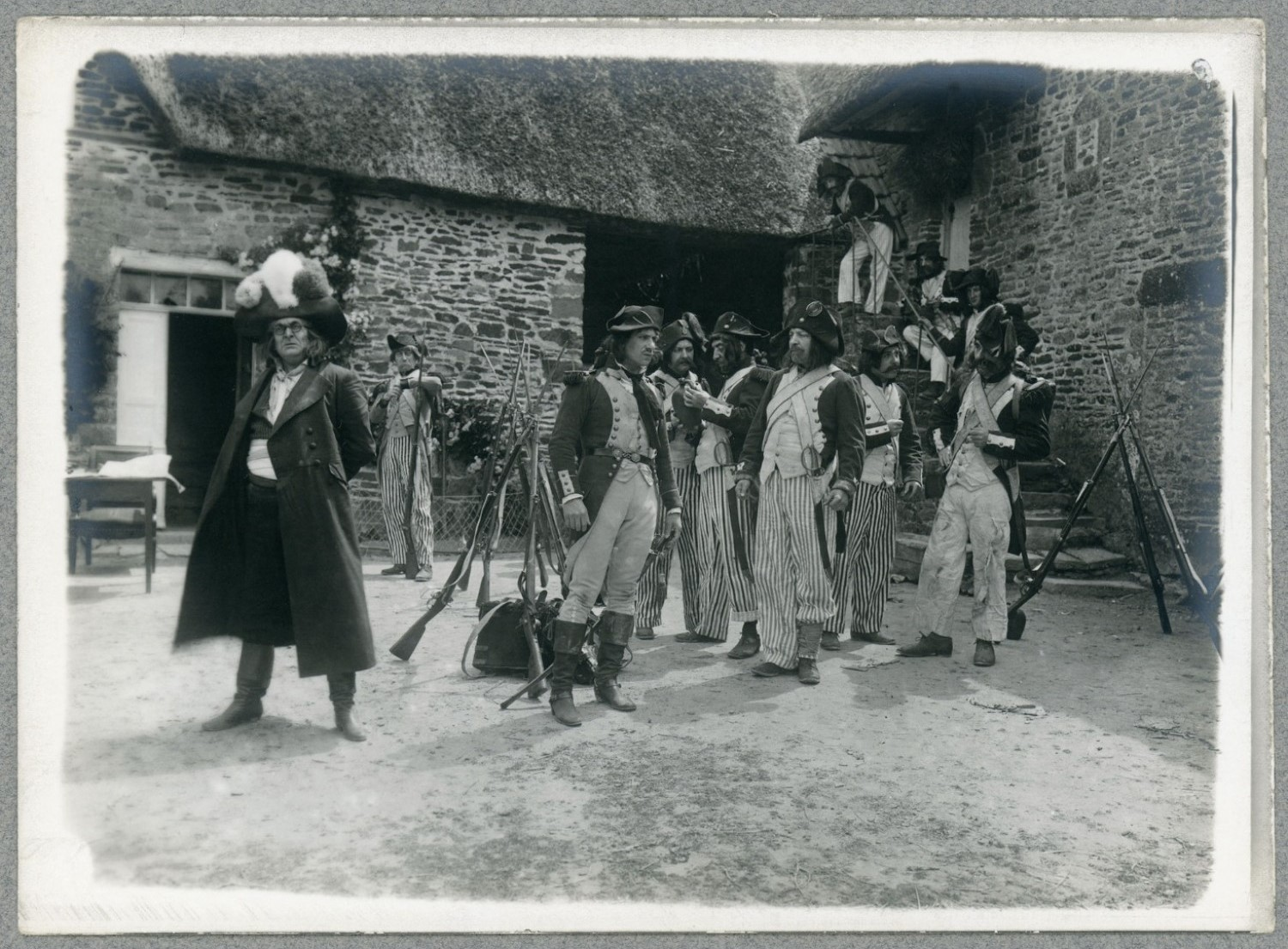
Кадр з фільму «Дев'яносто третій рік» (1920)

| Рік  | Українська назва                                     | Оригінальна назва                                             | Примітки                            |
| ---- | ---------------------------------------------------- | ------------------------------------------------------------- | ----------------------------------- |
| 1904 | Осляча шкіра                                         | Peau d'âne                                                    | (1 ч., 175 м.)                      |
| 1905 | Бродяга                                              | Le chemineau                                                  | (1 ч., 110 м.)                      |
| 1905 | Практикуючий фокусник                                | Le Prestidigitateur pratique (1 ч.)                           |                                     |
| 1906 | Алладін                                              | Alladin ou la lampe merveilleuse                              | (1 ч., 250 м.)                      |
| 1906 | Бідна мати                                           | Pauvre mère                                                   | (1 ч., 115 м.)                      |
| 1906 | Вік серця                                            | La voix de la conscience                                      | (1 ч., 85 м.)                       |
| 1906 | Голос совісті                                        | La voix de la conscience                                      | (1 ч., 85 м.)                       |
| 1906 | Донька дзвонаря                                      | La fille du sonneur                                           | (1 ч., 235 м.)                      |
| 1906 | Драма пристрасті                                     | Drame passionnel                                              | (1 ч., 125 м.)                      |
| 1906 | Дружина борця                                        | La femme du lutteur                                           | (1 ч., 150 м.)                      |
| 1906 | Закон прощення                                       | La loi du pardon                                              | (1 ч., 145 м.)                      |
| 1906 | Смертельна ідилія                                    | Mortelle idylle                                               | (1 ч., 105 м.)                      |
| 1907 | Дві сестри                                           | Les deux soeurs                                               | (1 ч., 225 м.)                      |
| 1907 | Донька м'ясника                                      | La fille du bûcheron                                          | (1 ч., 185 м.)                      |
| 1907 | Попелюшка                                            | Cendrillon                                                    | (1 ч., 295 м.)                      |
| 1907 | Любов раба                                           | Amour d'esclave                                               | (1 ч., 210 м.)                      |
| 1907 | Сганарель                                            | Sganarelle                                                    | (1 ч.)                              |
| 1907 | Талісман                                             | Le pied de mouton                                             | (1 ч., 300 м.)                      |
| 1908 | Арлезіанка                                           | L'arlesienne                                                  | (1 ч., 355 м.)                      |
| 1908 | Беатріса Ченчі                                       | Beatrix Cenci                                                 | (1 ч., 225 м.)                      |
| 1908 | Бенвенуто Челліні                                    | Benvenuto Cellini                                             | (1 ч., 290 м.)                      |
| 1908 | Весталка                                             | La vestale                                                    | (1 ч., 225 м.)                      |
| 1908 | Вільгельм Телль                                      | Guillaume Tell                                                | (1 ч.)                              |
| 1908 | Дон Жуан                                             | Don Juan                                                      | (1 ч., 330 м.)                      |
| 1908 | Застряглий в Мон-Сен-Мішель                          | L'enlisé du Mont Saint-Michel                                 | (1 ч., 150 м.)                      |
| 1908 | Кіт у чоботях                                        | Le chat botte                                                 | (1 ч., 224 м.)                      |
| 1908 | Красуня і чудовисько                                 | La belle et la bete                                           | (1 ч., 190 м.)                      |
| 1908 | Марія Стюарт                                         | Marie Stuart                                                  | (1 ч., 255 м.)                      |
| 1908 | Менестрель                                           | Le trouvere                                                   | (1 ч.)                              |
| 1908 | Осляча шкіра                                         | Peau d'ane                                                    | (1 ч., 310 м.)                      |
| 1908 | Останній віз                                         | La derniere charrette                                         | (1 ч.)                              |
| 1908 | Ріккі-хохолок                                        | Riquet a la houppe                                            | (1 ч., 290 м.)                      |
| 1908 | Саломея                                              | Salome                                                        | (1 ч.)                              |
| 1908 | Самсон                                               | Samson                                                        | (1 ч., 332 м.)                      |
| 1908 | Спляча красуня                                       | La belle au bois dormant                                      | (1 ч., 300 м.)                      |
| 1908 | Тарквіній прекрасний                                 | Tarquin le superbe                                            | (1 ч., 230 м.)                      |
| 1908 | Трагічний корсиканець                                | Le corso tragique                                             | (1 ч., 240 м.)                      |
| 1908 | Людина в білих рукавичках                            | L'homme aux gants blancs                                      | (1 ч., 310 м.)                      |
| 1908 | Дивовижна хустка                                     | Le foulard merveilleux                                        | (1 ч., 145 м.)                      |
| 1909 | Викуп короля                                         | Le rancon du roi                                              | (1 ч.)                              |
| 1909 | Життя Жанни Д'Арк                                    | La vie de Jeanne D'Ark                                        | (1 ч., 270 м.)                      |
| 1909 | Пастка                                               | L'assommoir                                                   | (3 ч., 900 м.)                      |
| 1909 | Король розважається                                  | Le roi s'amuse                                                | (1 ч., 350 м.)                      |
| 1909 | Княжна Тараканова                                    | Tarakanowa et Catherine II                                    | (1 ч., 230 м.)                      |
| 1909 | Лукреція Борджіа                                     | Lucrece Borgia                                                | (1 ч.)                              |
| 1909 | Нельська башта                                       | La tour de Nesle                                              | (1 ч., 380 м.)                      |
| 1909 | Скрипковий майстер із Кремони                        | Le luthier de Cremone                                         | (1 ч., 235 м.)                      |
| 1909 | Смерть герцога Енгієнського                          | La mort du duc d'Enghien                                      | (1 ч., 310 м.)                      |
| 1909 | Квіти колодок                                        | Fleur de pave                                                 | (1 ч., 315 м.)                      |
| 1909 | Шагренева шкіра                                      | La peau de chagrin                                            | (1 ч., 310 м.)                      |
| 1910 | Аталія                                               | Athalie                                                       | (2 ч., 550 м.)                      |
| 1910 | Утікач з Тюїльрі                                     | Le evade des Tuieliers                                        | (1 ч., 320 м.)                      |
| 1910 | Пляшка молока                                        | La bouteille de lait                                          | (1 ч., 255 м.)                      |
| 1910 | У дні Терору                                         | Sous la Terreur                                               | (1 ч., 280 м.)                      |
| 1910 | Загибель Лінкольна                                   | La mort du Lincoln                                            | (1 ч., 265 м.)                      |
| 1910 | Дві сирітки                                          | Les deux orphelines                                           | (1 ч., 355 м.)                      |
| 1910 | Прикра помилка                                       | Fâcheuse méprise                                              | (1 ч.)                              |
| 1910 | Драма у вагоні                                       | Un drame en wagon                                             | (1 ч.)                              |
| 1910 | Жертва Софії                                         | La victime de Sophie                                          | (1 ч., 175 м.)                      |
| 1910 | Зрадник                                              | Trahis                                                        | (1 ч.)                              |
| 1910 | Зображення                                           | L'image                                                       | (1 ч., 255 м.)                      |
| 1910 | Квентін Дорвард                                      | Quentin Durward                                               | (1 ч.)                              |
| 1910 | Ненависть                                            | La haine                                                      | (1 ч.)                              |
| 1910 | Нікчемність                                          | La spoliateur                                                 | (1 ч., 290 м.)                      |
| 1910 | Помста смерті                                        | La vengeance de la morte                                      | (1 ч., 210 м.)                      |
| 1910 | Паганіні                                             | Paganini                                                      | (1 ч.)                              |
| 1910 | Покров щастя                                         | La voile du bonheur                                           | (1 ч., 365 м.)                      |
| 1910 | Заради честі                                         | Pour l'honneur                                                | (2 ч., 405 м.)                      |
| 1910 | Роман дня                                            | Le roman d'un jour                                            | (1 ч., 330 м.)                      |
| 1910 | Сила пам'яті                                         | La puissance de souvenir                                      | (1 ч., 230 м.)                      |
| 1910 | Співучасник                                          | La complice                                                   | (1 ч., 255 м.)                      |
| 1910 | Фра Дияволо                                          | Fra Diavolo                                                   | (1 ч., 245 м.)                      |
| 1910 | Франсуа де Ріміні                                    | Francoise de Rimini                                           | (1 ч., 275 м.)                      |
| 1910 | Циганка                                              | La zingara                                                    | (1 ч., 210 м.)                      |
| 1910 | Ернані                                               | Hernani                                                       | (1 ч., 305 м.)                      |
| 1911 | Бродяга                                              | La vagabonde                                                  | (1 ч., 265 м.)                      |
| 1911 | Відносно дитини                                      | Par respect de l'enfant                                       | (1 ч., 295 м.)                      |
| 1911 | Видіння Фреда Бенуа                                  | La vision de Frede Benoit                                     | (1 ч., 215 м.)                      |
| 1911 | Грібуй украв «Джоконду»                              | Gribouille a vole la Joconde                                  | (1 ч.)                              |
| 1911 | Два товариші по службі                               | Deux collegues                                                | (1 ч., 160 м.)                      |
| 1911 | Дві доньки Іспанії                                   | Deux filles d'Espagne                                         | (1 ч., 195 м.)                      |
| 1911 | Дві сестри                                           | Les deux soeurs                                               | (1 ч., 290 м.)                      |
| 1911 | Заздрість                                            | L'envieuse                                                    | (1 ч., 285 м.)                      |
| 1911 | Інтриганка                                           | L'intrigante                                                  | (1 ч., 175 м.)                      |
| 1911 | Карлик                                               | Le nabot                                                      | (1 ч.)                              |
| 1911 | Лялька сирітки                                       | La poupee de l'orpheline                                      | (1 ч., 215 м.)                      |
| 1911 | Місячне світло часів Рішельє                         | Un clair de lune sous Richelieu                               | (1 ч.)                              |
| 1911 | Мумія                                                | La momie                                                      | (1 ч., 250 м.)                      |
| 1911 | Наречена проклятого замку                            | La fiancee du chateau maudit                                  | (1 ч., 255 м.)                      |
| 1911 | Низькі ціни                                          | Prix de vertu                                                 | (1 ч., 225 м.)                      |
| 1911 | Перелітні птахи                                      | L'oiseau s'envole                                             | (1 ч., 285 м.)                      |
| 1911 | Відвідувач                                           | Le visiteur                                                   | (1 ч., 295 м.)                      |
| 1911 | Рігадін — комік                                      | Rigadin comedien                                              | (1 ч.)                              |
| 1911 | Роберт Брюс, епізоди війни Шотландії за незалежність | Robert Bruce, episode des guerres de l'independance ecossaice | (2 ч., 405 м.)                      |
| 1911 | Сірано та д'Ассусі                                   | Cyrano et d'Assoucy                                           | (1 ч.)                              |
| 1911 | Собор Паризької Богоматері                           | Notre Dame de Paris                                           | (3 ч., 810 м.)                      |
| 1911 | Танець Сіва                                          | La danseuse de Siva                                           | (1 ч., 285 м.)                      |
| 1911 | Трістан та Ізольда                                   | Tristan et Yseult                                             | (2 ч., 615 м.)                      |
| 1911 | У мосьє нервовий тик                                 | Un monsieur qui a un tic                                      | (1 ч., 165 м.)                      |
| 1911 | Жах                                                  | L'epouvante                                                   | (1 ч., 235 м.)                      |
| 1911 | Хліб для пташок                                      | Le pain des petits oiseaux                                    | (1 ч., 265 м.)                      |
| 1911 | Чорні завіски                                        | Le rideau noir                                                | (1 ч., 250 м.)                      |
| 1911 | Шість невеликих тамбуринів                           | Les six petits tambours                                       | (1 ч., 285 м.)                      |
| 1911 | Ясінта-хазяйка                                       | Jacintha la cabaretiere                                       | (1 ч., 260 м.)                      |
| 1912 | Анна Кареніна                                        | Anna Karenine                                                 | (1 ч., 265 м.)                      |
| 1912 | Богема                                               | La boheme                                                     | (3 ч., 770 м.)                      |
| 1912 | Жозетта                                              | Josette                                                       | (1 ч., 385 м.)                      |
| 1912 | Конгрес підмітальників                               | Le congress des balayeurs                                     | (1 ч., 240 м.)                      |
| 1912 | Кінець Робесп'єра                                    | La fin de Robespierre                                         | (2 ч., 425 м.)                      |
| 1912 | Ліонський кур'єр                                     | Le courrieur de Lyon                                          | (3 ч., 780 м.)                      |
| 1912 | Мадам Дюбаррі                                        | Un amour de la du Barry                                       | (1 ч., 390 м.)                      |
| 1912 | Мадам Тальєн                                         | Madame Tallien                                                |                                     |
| 1912 | Манон Леско                                          | Manon Lescaut                                                 |                                     |
| 1912 | Маріон Делорм                                        | Marion DeLorme                                                |                                     |
| 1912 | Паризькі таємниці                                    | Les mysteres de Paris                                         | (5 ч., 1540 м.)                     |
| 1912 | Сигнал                                               | Le signalement                                                | (1 ч., 310 м.)                      |
| 1912 | Сірано де Бержерак                                   | Les aventures de Cyrano de Bergerac                           | (3 ч., 735 м.)                      |
| 1912 | Смерть герцога Енгієнського                          | La mort du duc d'Enghien                                      |                                     |
| 1912 | Стадії кохання                                       | Les etapes de l'amour                                         | (1 ч., 260 м.)                      |
| 1912 | Трагічне кохання Мони Лізи                           | Le tragique amour de Mona Lisa                                | (2 ч., 550 м.)                      |
| 1912 | Шевальє із Мезон-Руж                                 | Le chevalier de Maison Rouge                                  | (6 ч.)                              |
| 1913 | Абсент                                               | L'absent                                                      | (3 ч., 830 м.)                      |
| 1913 | Будинок банщика                                      | La maison du baigneur                                         | (6 ч., 1790 м.)                     |
| 1913 | Жерміналь                                            | Germinal                                                      | (10 ч., 3020 м.)                    |
| 1913 | Клей                                                 | La glu                                                        | (6 ч., 1875 м.)                     |
| 1913 | Марія Тюдор                                          | Marie Tudor                                                   | (5 ч., 1600 м.)                     |
| 1913 | Набоб                                                | Le nabab                                                      | (4 ч., 1130 м.)                     |
| 1913 | Знедолені                                            | Les miserables                                                | (13 ч., 3370 м.)                    |
| 1913 | Перерваний сон                                       | La reve interdit                                              | (2 ч., 705 м.)                      |
| 1914 | Вічна любов                                          | Eternal amour                                                 | (3 ч., 880 м.)                      |
| 1914 | Двоє дітей                                           | Les deux gosses                                               | (2 ч.)                              |
| 1914 | Дев'яносто третій рік                                | Quatre-vingt-treize                                           | (10 ч., 2820 м.)                    |
| 1914 | Красуня з лимонадом                                  | La belle limonadiere                                          | (5 ч.)                              |
| 1914 | Модель                                               | Le modele                                                     |                                     |
| 1914 | Батьківщина                                          | Patrie                                                        | (6 ч., 1885 м.)                     |
| 1915 | Дама з камеліями                                     | Camille                                                       | (5 ч., 1500 м.)                     |
| 1915 | Обличчя у місячному світлі                           | The face in the moonlight                                     | (5 ч.)                              |
| 1915 | Самозванець                                          | The impostor                                                  | (5 ч., 1500 м.)                     |
| 1915 | Сяйво смарагду                                       | The flash of an emerald                                       | (5 ч., 1500 м.)                     |
| 1916 | Двоє дітей                                           | Les deux gosses                                               | (8 ч., 2680 м.)                     |
| 1916 | Життя Богеми                                         | La vie de Boheme                                              | (5 ч.)                              |
| 1916 | Похмура тиша                                         | The dark silence                                              |                                     |
| 1916 | Загальний закон                                      | The common law                                                | (7 ч.)                              |
| 1916 | Обдурена діва                                        | The foolish virgin                                            | (5 ч.)                              |
| 1916 | Свято життя                                          | The feast of life                                             | (5 ч.)                              |
| 1917 | Американка                                           | American maid                                                 | (5 ч., 1500 м.)                     |
| 1917 | Найлегший шлях                                       | The easiest way                                               | (7 ч.)                              |
| 1918 | Лицеміри                                             | Social hypocrities                                            | (6 ч., 1800 м.)                     |
| 1918 | Обитель радощів                                      | The house of mirth                                            | (6 ч., 1719 м.) (фільм не зберігся) |
| 1918 | Око за око                                           | Eye for eye                                                   | (7 ч.) (фільм не зберігся)          |
| 1918 | Відпочинок                                           | Daybreak                                                      | (5 ч., 1500 м.) (фільм не зберігся) |
| 1918 | Найбагатша дівчина                                   | The richest girl                                              | (5 ч.)                              |
| 1919 | З туману                                             | Out of the fog                                                | (7 ч.)                              |
| 1919 | Червоний ліхтар                                      | The red lantern                                               | (7 ч.)                              |
| 1919 | О, хлопець                                           | Oh, boy                                                       | (6 ч.)                              |
| 1919 | Порочна модель                                       | The virtuous model                                            | (6 ч.)                              |
| 1920 | Ясновидиця                                           | The fortune teller                                            | (7 ч.)                              |
| 1921 | Усередині кубку                                      | The inside of the cup                                         | (7 ч.)                              |
| 1921 | Дикі гуси                                            | The wild goose                                                | (7 ч.)                              |
| 1922 | Сестри                                               | Sisters                                                       | (7 ч., 2068 м.)                     |
| 1922 | Юна Діана                                            | The young Diana                                               | (7 ч., 2055 м.)                     |